# (168703) 2000 GP183
(168703) 2000 GP183, também escrito como (168703) 2000 GP183, é um objeto transnetuniano que está localizado no cinturão de Kuiper, uma região do Sistema Solar. Este corpo celeste é classificado como um cubewano. Ele possui uma magnitude absoluta de 6,4 e tem um diâmetro com cerca de 231 km. O astrônomo Mike Brown lista este objeto em sua página na internet como um candidato a possível planeta anão.

## Descoberta
(168703) 2000 GP183 foi descoberto no dia 2 de abril de 2000 através do Observatório de Mauna Kea.

## Órbita
A órbita de (168703) 2000 GP183 tem uma excentricidade de 0,079, possui um semieixo maior de 39,982 UA e um período orbital de cerca de 250 anos. O seu periélio leva o mesmo a uma distância de 36,821 UA em relação ao Sol e seu afélio a 43,142 UA.